# Podworańce (gmina Paszki)
Podworańce (lit. Padvarės) − wieś na Litwie, w okręgu wileńskim, w rejonie solecznickim, w gminie Paszki, 1 km na zachód od Paszek, zamieszkana przez 55 ludzi. 

## Historia
W czasach zaborów wieś w gminie Dziewieniszki, w powiecie oszmiańskim, w guberni wileńskiej Imperium Rosyjskiego. Pod koniec XIX wieku liczyła 79 mieszkańców.
W latach 1921–1945 wieś i zaścianek leżały w Polsce, w województwie wileńskim, w powiecie oszmiańskim, w gminie Dziewieniszki.
W 1931 wieś w 15 domach zamieszkiwało 75 osób; zaścianek w 3 domach – 13 osób.
Wierni należeli do parafii rzymskokatolickiej w Dziewieniszkach. Miejscowość podlegała pod Sąd Grodzki w Holszanach i Okręgowy w Wilnie; właściwy urząd pocztowy mieścił się w Dziewieniszkach.